# Isle of Wight Steam Railway
De Isle of Wight Steam Railway is een toeristische stoomtreinmaatschappij op het Engelse eiland Wight. De treinen rijden tussen Wootton en Smallbrook Junction. Het depot is bij station Havenstreet.

## Geschiedenis
In 1966 werd het spoorwegnet van het Isle of Wight gesaneerd, op 31 december van dat jaar reed de laatste stoomtrein. Alleen de lijn Ryde Pier Head - Shanklin bleef in dienst, en wordt tegenwoordig als the Island Line geëxploiteerd. 
In 1971 werd de Isle of Wight Railway Co Ltd opgericht, en deze maatschappij kocht het 2,4 km lange spoortraject Wootton - Havenstreet. Dit is een onderdeel van de stilgelegde spoorlijn Smallbrook Junction - Newport. In 1991 kon ook het gedeelte Havenstreet - Smallbrook Junction in gebruik worden genomen, en kreeg de lijn de huidige lengte van 8,9 km. Te Smallbrook Junction kwam een overstapmogelijkheid op de treinen van de Island Line. Dit station is overigens alleen per spoor bereikbaar, er leiden geen wegen heen. 
De wens is de lijn te verlengen tot Newport over het verlaten spoortracé, wat nu een fietspad is. In Newport zelf zal dat niet gaan omdat daar het oude spoortracé onder wegen en bebouwing is verdwenen. Een andere mogelijke verlenging is over de sporen van de Island Line naar Station Ryde St John's Road. Momenteel zijn op Smallbrook Junction de sporen van beide spoorwegmaatschappijen niet met elkaar verbonden.

## Materieel
De maatschappij beschikt over enkele stoom- en diesellocomotieven. Vier hiervan zijn op het eiland zelf actief geweest. Daarnaast zijn er rijtuigen uit de periode 1864 - 1924 en goederenmaterieel (vanaf 1860) aanwezig. In 2021 werd een tweedelig elektrisch treinstel Class 483 (ex Type 1938 van de Londense metro) van de Island Line overgenomen, dat van 1989 tot 2021 op het eiland Wight heeft gereden.

## Dienstregeling
Er wordt vrijwel het hele jaar gereden, in de zomer dagelijks. Afhankelijk van de verwachte drukte zijn er vier dienstregelingen, de rode, blauwe, groene en gouden. Laatstgenoemde dienstregeling is van toepassing bij speciale evenementen. De rode dienstregeling wordt met twee treinen gereden, in de blauwe- en de wat beperktere groene dienstregeling wordt één trein ingezet.